# Mulambin
Mulambin est une localité résidentielle australienne située sur la côte du Capricorne (en), dans le comté de Livingstone et l'État du Queensland,. Elle compte 921 habitants en 2016.

## Géographie
Mulambin est délimitée à l'est par sa plage qui borde la mer de Corail et à l'ouest par la Mulambin Creek qui se jette dans le lac Causeway. La Scenic Highway (en) traverse la localité de nord en sud entre la plage et les quartiers résidentiels. La partie ouest du village est surtout constituée de terres franches (en) non construites.